# دیو لوید (دوچرخه‌سوار)
دیو لوید (انگلیسی: Dave Lloyd؛ زادهٔ ۱۲ اکتبر ۱۹۴۹) دوچرخه‌سوار اهل بریتانیا است. وی در بازی‌های المپیک تابستانی ۱۹۷۲ شرکت کرده است.